# André-Joseph Grandsart
Pour les articles homonymes, voir Grandsart.
André-Joseph Grandsart est un physicien et prestidigitateur belge, né à Bruges le 18 novembre 1813, décédé à Gand le 30 juin 1882.
Disciple de Louis Courtois, il épousa sa fille, Julie Courtois, et fonda ainsi le théâtre Grandsart-Courtois, qui a parcouru toute l'Europe jusqu'au premier conflit mondial.

## De nombreux tours de magie
D'après Robelly, André-Joseph Grandsart était d'une adresse extraordinaire, ses représentations pouvaient durer de 2 à 3 heures, son tour le plus fameux était "Le Violon du Diable", dans lequel des mouchoirs disparaissaient dans un tromblon de pistolet pour réapparaître dans un violon dont il jouait avant de le casser.